# Тимошенко Костянтин Володимирович
Костянтин Володимирович Тимошенко (нар. 19 січня 1946, Полтава, Українська РСР, СРСР) — український дипломат. Надзвичайний та Повноважний Посол України.

## Біографія
Народився 19 січня 1946 року в місті Полтава. Закінчив Київський державний університет ім. Т. Г. Шевченка (1971), Інститут політології та громадянського суспільства (1991). Володіє іноземними мовами: англійська, французька, російська.
З 1971 по 1973 — служба в збройних силах.
З 1973 по 1978 — радник Асоціації української дружби і культурних відносин з іноземними країнами
З 1978 по 1981 — Директор радянського культурного центру в Алжирі.
З 1981 по 1986 — радник Асоціації української дружби і культурних відносин з іноземними країнами
З 1986 по 1988 — Інструктор міського комітету Компартії України в місті Києві.
З 1988 по 1991 — слухач Інституту політології та громадянського суспільства
З 1989 по 1992 — 1-й секретар Міністерства закордонних справ України.
З 1992 по 1994 — радник, начальник відділу двосторонніх зв'язків та правових відносин МЗС України
З 1994 по 1995 — Заступник начальника Відділу країн центральної та західної Європи МЗС України;
З 1995 по 1998 — радник-посланник, Посольство України у Франції;
З 1998 по 1999 — Заступник директора резервного Відділу кадрів МЗС України;
З 1999 по 2001 — в.о. директора, Директор Другого територіального управління МЗС України;
З 2001 по 2004 — Надзвичайний та Повноважний Посол України в Португалії;
З 2005 по 15.05.2007 — радник Президента України, Керівник Головного управління з питань зовнішньої політики Секретаріату Президента України.
З 18.04.2007 по 12.05.2010 — Надзвичайний та Повноважний Посол України у Франції.
З 18.04.2007 по 12.05.2010 — Постійний Представник України при ЮНЕСКО.
З 15.02.2008 по 12.05.2010 — Надзвичайний та Повноважний Посол України в Монако за сумісництвом

## Дипломатичний ранг
- Надзвичайний та Повноважний Посол України

## Нагороди
- Орден «За заслуги», Почесна грамота МЗС України.